# 鳳凰嶺邨
鳳凰嶺邨（英語：Fung Wong Leng Estate）是香港房屋委員會一條興建中的公共屋邨，為粉嶺北新發展區內首個公營房屋項目。
屋苑由房屋署總建築師（2）負責總體設計、興業建築師有限公司與李景勳、雷煥庭建築師事務所負責細部設計，兩期分別由有利建築及安保工程承建，預計於2026-27年間分期入伙。

## 歷史
此屋邨所在的粉嶺北第15區東用地，前身為馬屎埔村。因應新界東北發展計劃第一階段工程，用地於2019年被收回，三年後完成平整及交付房委會，為粉嶺北新發展區首個動工的公營房屋項目。而在施工前夕，房委會申請為此邨增加地積比，並獲批准。
至2024年7月，政府宣佈當時尚未命名的鳳凰嶺邨一期首批單位，將提前5個月進行預派，為繼富蝶邨二期後，第二條納入「公屋提前上樓計劃」的屋邨。
而在2024年中，發展局曾為此邨與古雋邨舉行命名比賽。最終，此邨得獎命名為「鳳凰嶺邨」，而該命名出於梧桐河古稱「鳳溪」，並有祥瑞降臨之意。有關命名已於2025年3月獲房委會採納。

## 屋邨資料

### 樓宇
| 樓宇名稱（座號）     | 樓宇類型                    | 落成年份 | 樓宇層數 | 每層伙數         | 單位總數（伙）   | 建築師                                         | 總承建商 （地基承建商） | 提供升降機的廠商 | 期數 |
| -------------------- | --------------------------- | -------- | -------- | ---------------- | ---------------- | ---------------------------------------------- | ----------------------- | ---------------- | ---- |
| 鳳迎樓（第1座）      | 非標準設計大廈 （十字長型） | 2026年   | 40       | （待補）         | （待補）         | 房屋署總建築師（2） 興業建築師有限公司         | 有利建築 （泰昇地基）   | 通力             | 1    |
| 鳳新樓（第2座）      | 非標準設計大廈 （十字長型） | 2026年   | 40       | 26               | 1040             | 房屋署總建築師（2） 興業建築師有限公司         | 有利建築 （泰昇地基）   | 通力             | 1    |
| 鳳晴樓（第3座）      | 非標準設計大廈 （十字長型） | 2026年   | 37       | （待補）         | （待補）         | 房屋署總建築師（2） 興業建築師有限公司         | 有利建築 （泰昇地基）   | 通力             | 1    |
| 鳳耀樓（第4座）      | 非標準設計大廈 （T型）      | 2027年   | 35       | （待補）         | 768              | 房屋署總建築師（2） 李景勳、雷煥庭建築師事務所 | 安保工程 （泰昇地基）   | 三菱電機         | 2    |
| 鳳樂樓（第5座）      | 非標準設計大廈 （十字長型） | 2027年   | 40       | （待補）         | （待補）         | 房屋署總建築師（2） 李景勳、雷煥庭建築師事務所 | 安保工程 （泰昇地基）   | 三菱電機         | 2    |
| 鳳臨樓（第6座）      | 非標準設計大廈 （十字長型） | 2027年   | 40       | （待補）         | （待補）         | 房屋署總建築師（2） 李景勳、雷煥庭建築師事務所 | 安保工程 （泰昇地基）   | 三菱電機         | 2    |
| 福利大樓（不設座號） | 服務設施大樓                | 2027年   | 6        | （不設住宅單位） | （不設住宅單位） | 房屋署總建築師（2） 李景勳、雷煥庭建築師事務所 | 安保工程 （泰昇地基）   | 三菱電機         | 2    |

### 配套設施
邨內將設有商場、停車場、休憩設施，另第二期將建有一座社福大樓。而在鳳新樓地下，將設有兩間幼稚園。
此外，第二期將設有連接One Innovale及綠悠軒的行人天橋，以及位於鳳樂及鳳臨樓地下的公共交通交匯處，以上設施皆由政府撥款興建。

## 施工圖集

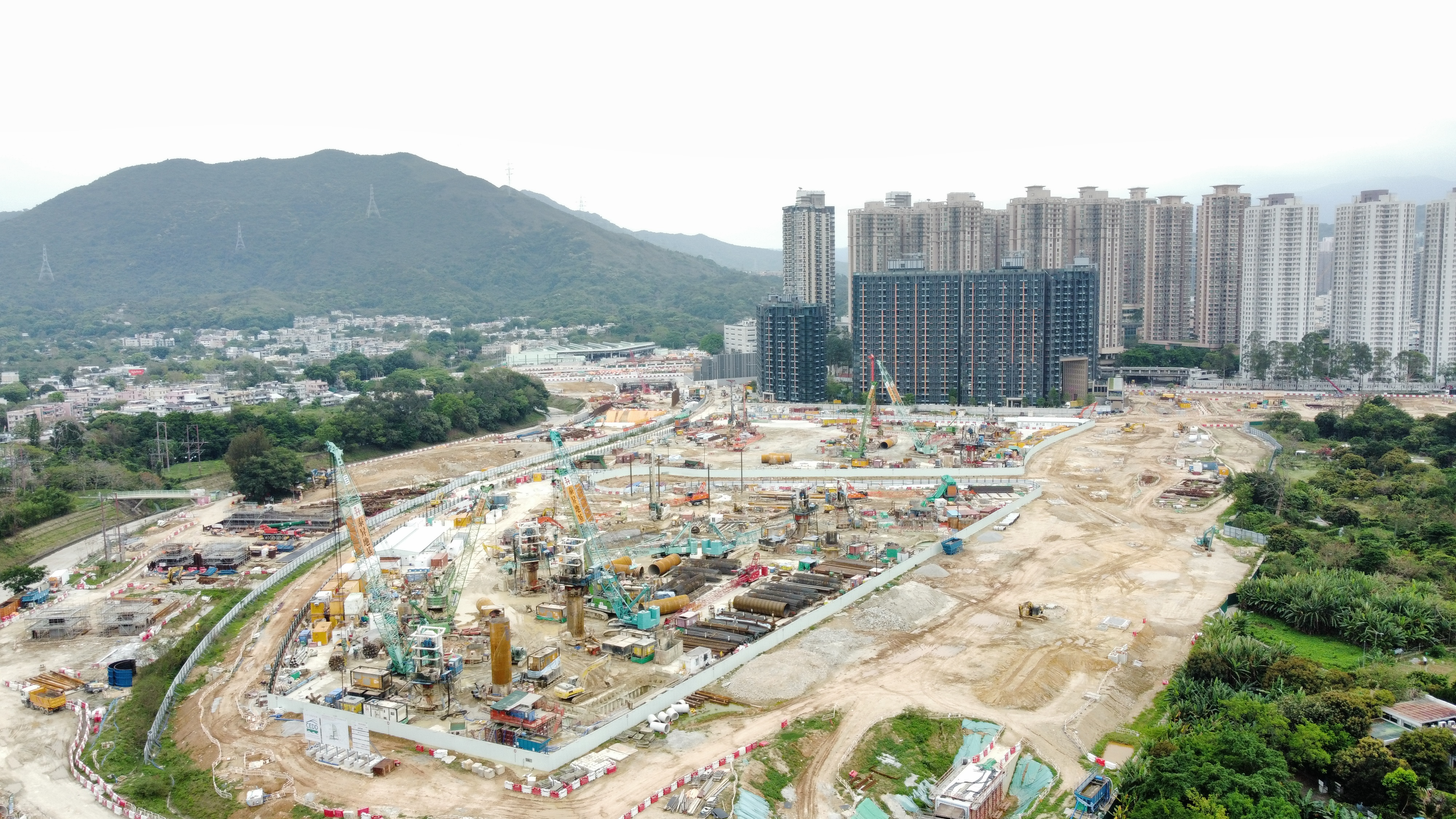
地基工程進行中（2023年4月）
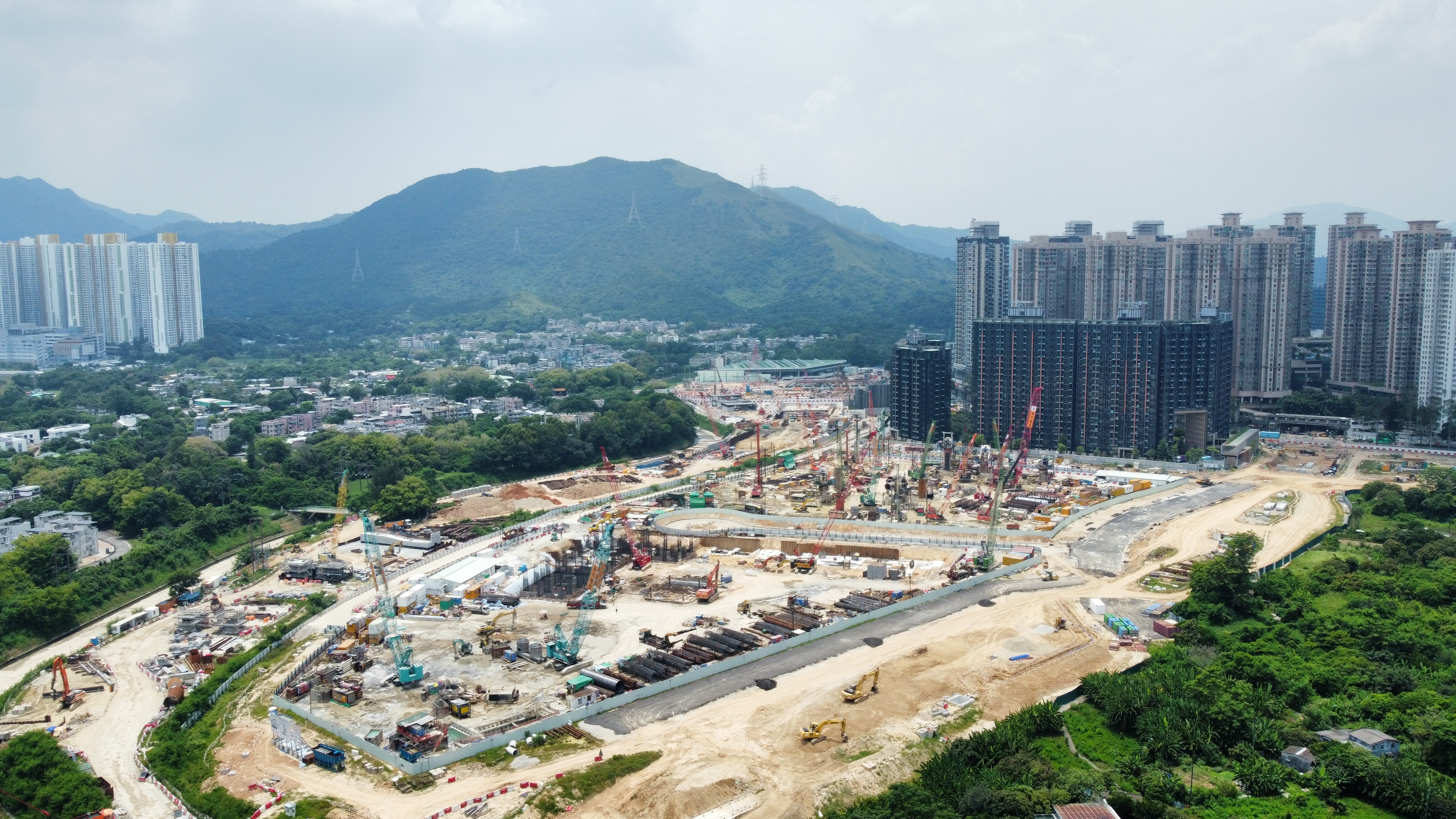
第一期開始挖掘樁帽（2023年7月）
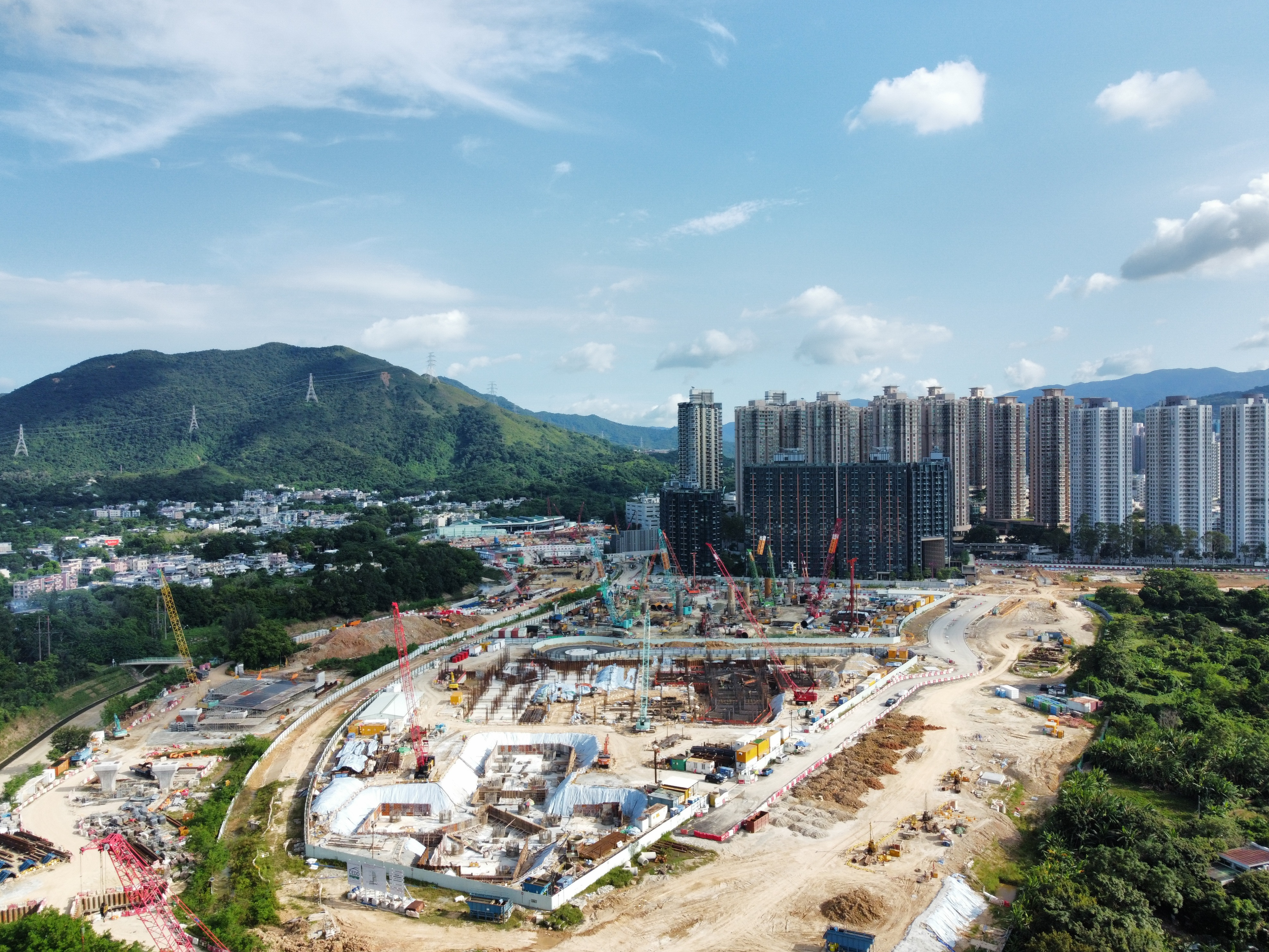
第一期樁帽開始成形（2023年9月）
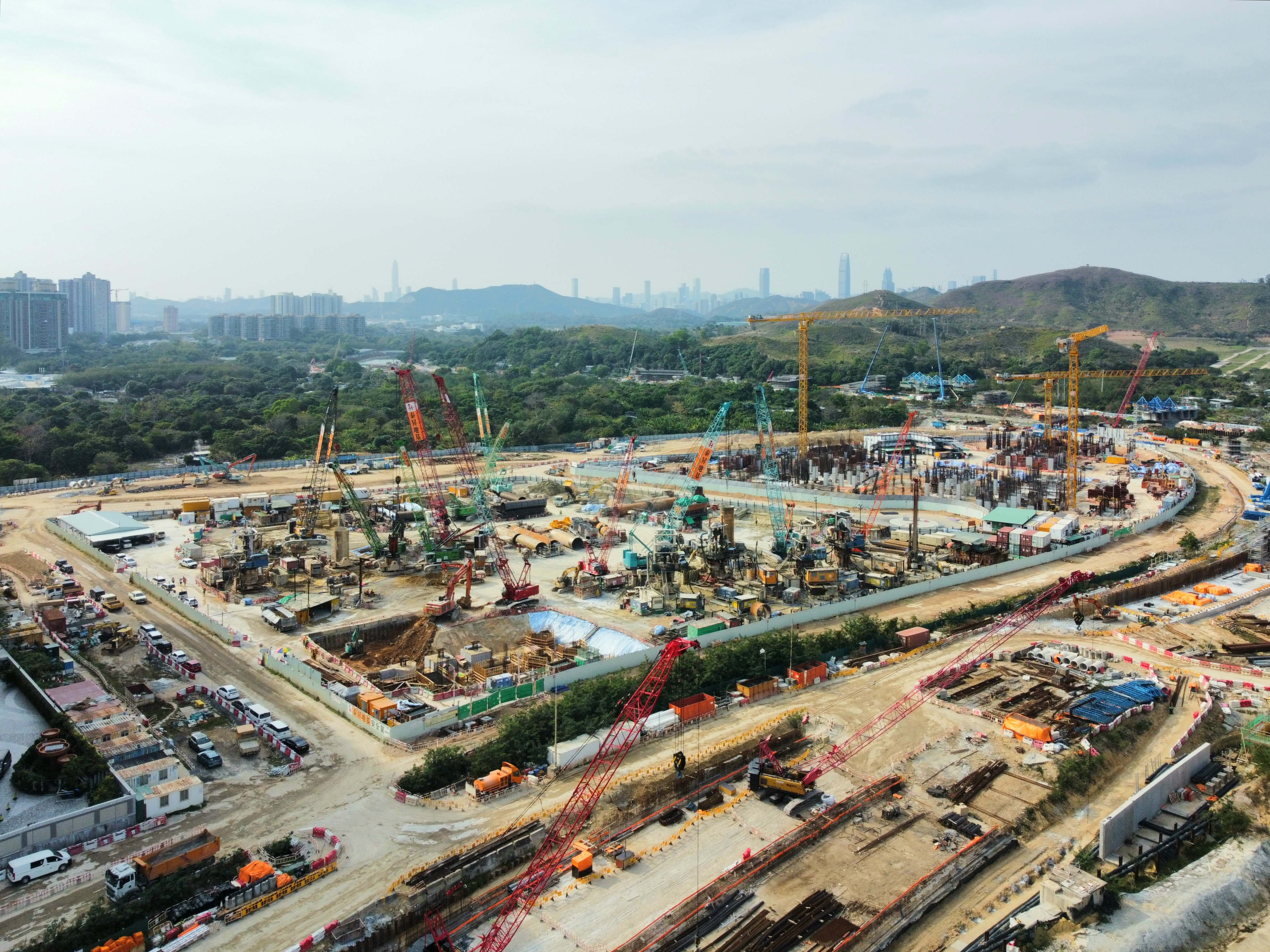
第一期開展上蓋工程（2024年2月）
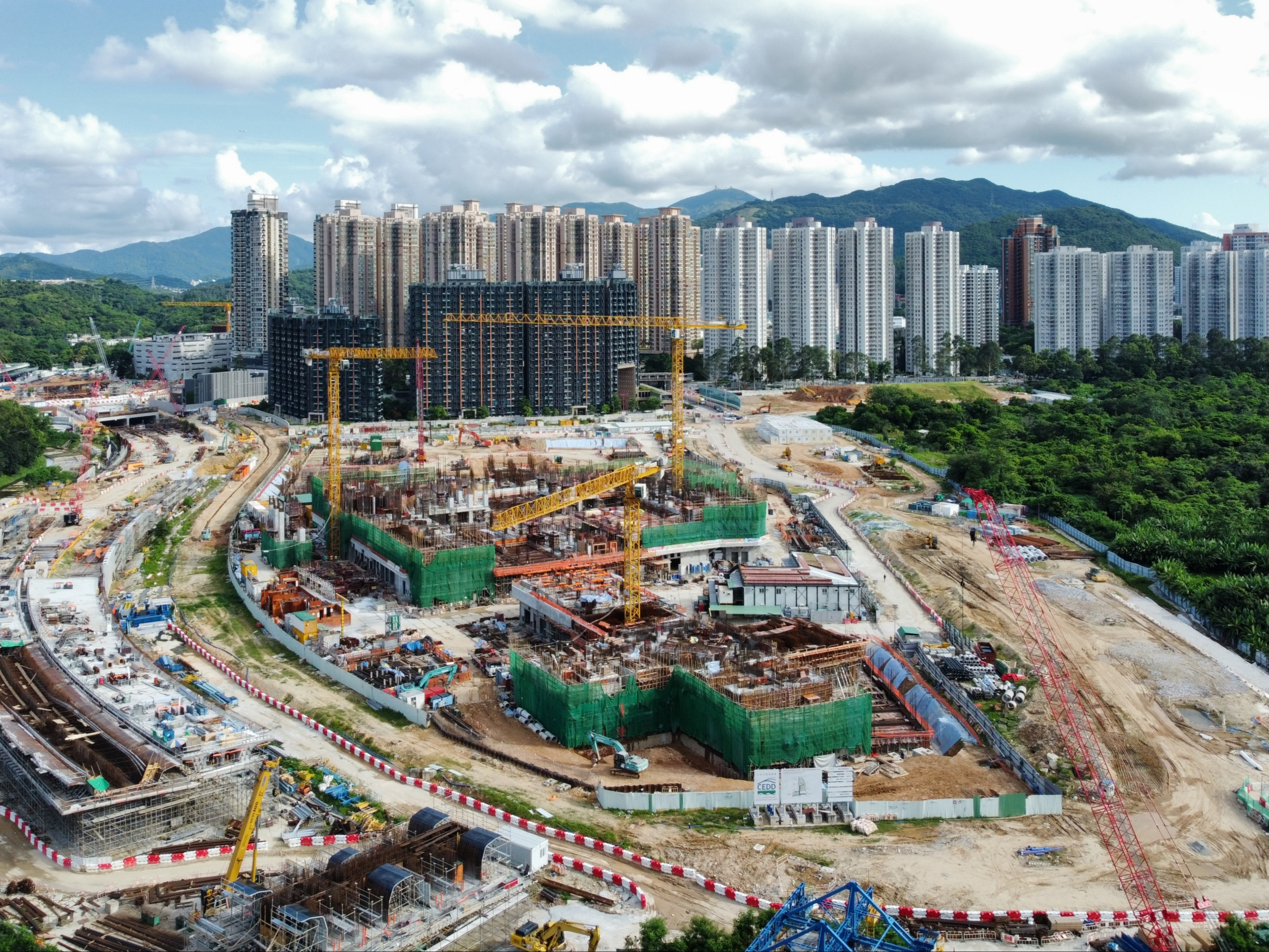
2024年7月
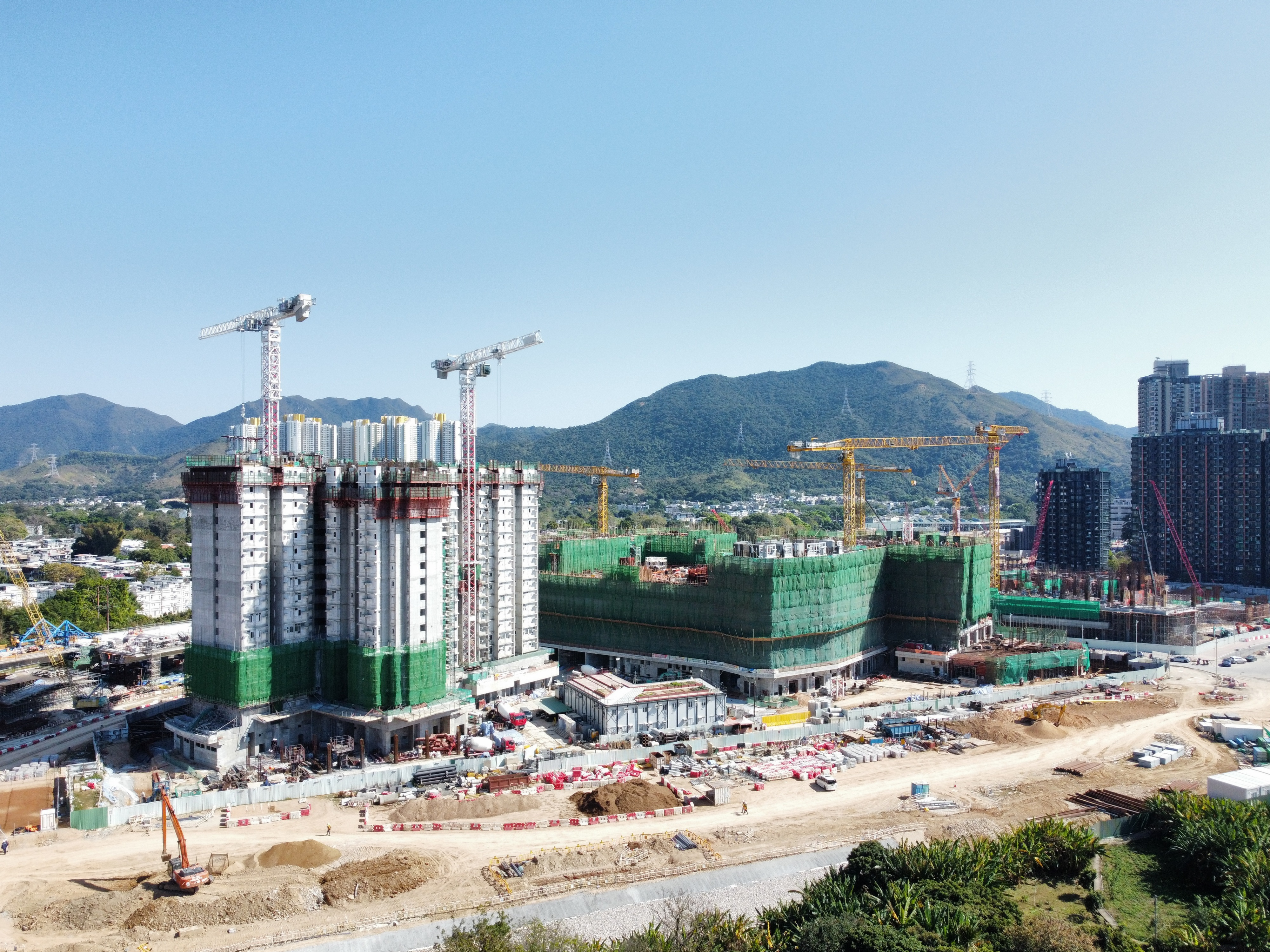
兩期均已開展上蓋工程（2025年1月）

## 鄰近地方
- One Innovale
- 聯和墟
- 綠悠軒
- 擬建寶血會培靈學校
- 擬建粉嶺北第13區（東）、16區港鐵上蓋項目
- 擬建粉嶺北第15區（西）居屋
- 粉嶺繞道
- 龍躍頭